# Karl Jestrab (Fußballspieler, 1907)
Karl Jestrab (* 12. Jänner 1907; † Februar 1980) war ein österreichischer Fußballspieler, der mit dem SK Rapid Wien einen Meistertitel holte und 1935 ein Länderspiel für die Nationalmannschaft bestritt.

## Vereinskarriere
Karl Jestrab begann seine Karriere bei Phönix XII und wechselte 1925 zum SC Wacker Wien, wo er im Herbst dieses Jahres zu seinem ersten Einsatz in der Meisterschaft kam und sich rasch einen Stammplatz in der Läuferreihe der Meidlinger neben Leopold Resch und Theodor Brinek sichern konnte. Die Wacker war in den 1920er Jahren ein Mittelständler in der höchsten Spielklasse und kam auch im ÖFB-Cup nicht über das Viertelfinale hinaus. Mit dem Wechsel von Franz Dumser zu den Schwarz-Weißen rückte Jestrab 1929 in die Verteidigung, wo er die beiden nächsten Jahre spielte.
Ende 1931 erhielt der Spieler ein Angebot des Schweizer Erstligisten Servette FC Genève und wechselte in die Westschweiz. In der von Karl Rappan betreuten Mannschaft kam Jestrab allerdings auf der für ihn ungewohnte Stürmerposition an der Seite von Ignaz Tax zum Einsatz und schon nach einem halben Jahr verließ er den Verein wieder und kehrte nach Wien zurück.
Hier schloss er sich dem SK Rapid an, wo er sofort zum Stammspieler wurde und abwechselnd mit Leopold Czejka und Ludwig Tauschek das Verteidigerpaar bildete. Nach zwei Vizemeistertiteln in Folge und einer Niederlage im Cupfinale 1934 gelang in der Saison 1934/35 schließlich ein Titelgewinn, als Rapid die Meisterschaft für sich entscheiden konnte. Jestrab blieb noch bis Mitte 1937 bei den Hütteldorfern und wechselte anschließend zum Zweitligisten SV Straßenbahn Wien.
Die Straßenbahner hatten zu dieser Zeit eine Reihe von namhaften Verstärkungen verpflichtet, darunter auch Franz Erdl, Josef Hassmann und Johann Luef, der angepeilte Aufstieg in die höchste Spielklasse gelang jedoch nicht. 1941 gewann man die Meisterschaft der Wiener 1. Klasse B, scheiterte aber dann in der Aufstiegsplayoff. Abgesehen von einer Saison bei der SV Donau blieb Jestrab noch bis 1950 bei den Straßenbahnern, die zwischenzeitlich aus der zweiten Spielstufe abgestiegen waren und beendete dann seine Karriere beim ASV Wienerberg. Er wurde am Meidlinger Friedhof bestattet.

## Nationalmannschaft
1927 kam Karl Jestrab zu einem Einsatz in der B-Nationalmannschaft gegen Ungarn, danach folgten bis 1931 fünf Spiele für die Wiener Stadtauswahl. Zu seinem Debüt in der Nationalmannschaft kam er unter etwas kuriosen Umständen, als im Mai 1935 die B-Mannschaft mit Jestrab und seinem Teamkollegen Tauschek gegen Polen antrat, während am selben Tag das A-Team gegen Ungarn spielte. Der ÖFB erklärte später allerdings beide Spiele zu offiziellen Länderspielen, sodass Jestrab in heutigen Statistiken als A-Nationalspieler aufscheint.

## Erfolge
- 1 × Österreichischer Meister: 1934/35
- 1 × ÖFB-Cupfinalist: 1933/34
- 1 Spiel für die österreichische Nationalmannschaft: 1935